# Cédric Kahn

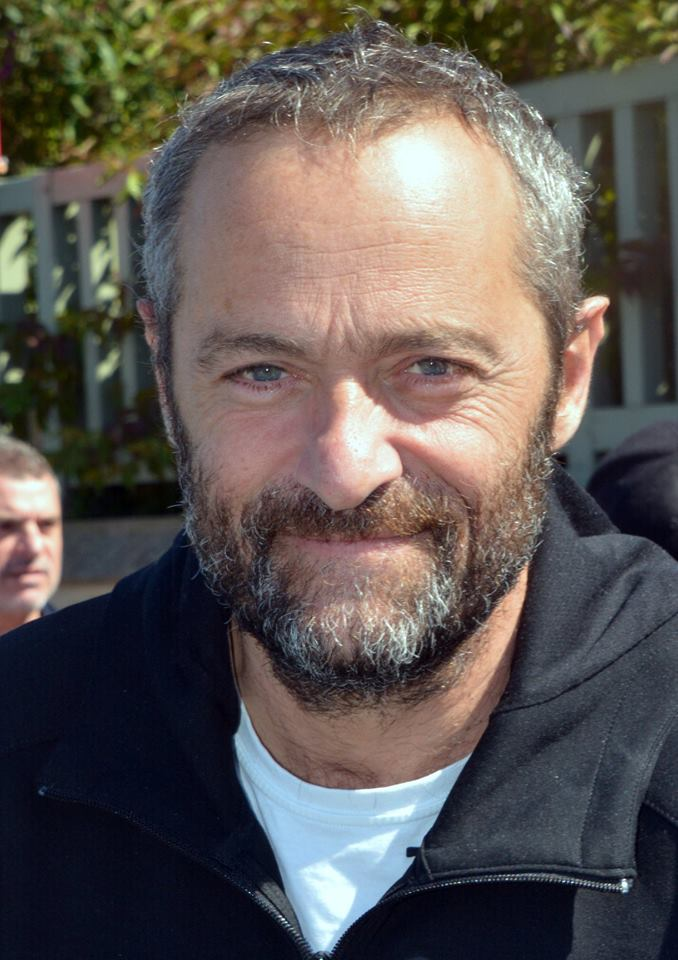
Cédric Kahn (2018)

Cédric Kahn (* 17. Juni 1966 in Fontenay-aux-Roses, Île-de-France) ist ein französischer Regisseur und Drehbuchautor.

## Leben
Seine Karriere an der Filmbranche begann 1987, als er als Schnittassistent für den Film Die Sonne Satans tätig war. 2001 war er Präsident der Jury, die an der Filmhochschule La fémis die Aufnahmeprüfung abnimmt.

## Filmografie (Auswahl)
Regie
- 1990: Les dernières heures du millénaire
- 1990: Outremer
- 1991: Bar des rails
- 1993: Verrückt – Nach Liebe (Les gens normaux n’ont rien d’exceptionnel)
- 1994: Glück (Trop de bonheur)
- 1998: Meine Heldin (L’ennui)
- 2001: Roberto Succo
- 2004: Nächtliche Irrfahrt (Feux rouges)
- 2005: L’Avion – Das Zauberflugzeug (L’avion)
- 2009: Von Liebe und Bedauern (Les regrets)
- 2011: Ein besseres Leben (Une vie meilleure)
- 2014: Vie sauvage
- 2018: Auferstehen (La prière)
- 2919: Die Familienfeier (Fête de famille)
- 2023: Der Fall Goldman (Le Procès Goldman)

Darsteller
- 2013: Sagen Sie mal „A“! (Tirez la langue, mademoiselle)
- 2016: Die Ökonomie der Liebe (L'Économie du couple)
- 2016: Mein ziemlich kleiner Freund (Un homme à la hauteur)
- 2018: Cold War – Der Breitengrad der Liebe (Zimna wojna)
- 2018: Call My Agent! (Dix pour cent, Fernsehserie, eine Folge)
- 2022: November (Novembre)
- 2023: Summer Frost (Un hiver en été)